# Mitrophrys menete
Mitrophrys menete là một loài bướm đêm trong họ Noctuidae.